# Giaginskaja
Giaginskaja (russisch Гиаги́нская, adygeisch Джаджэ) ist eine Staniza in der Republik Adygeja (Russland) mit 14.121 Einwohnern (Stand 14. Oktober 2010).

## Geographie
Die Siedlung liegt im nördlichen Vorland des Großen Kaukasus, etwa 30 km Luftlinie nördlich der Republikhauptstadt Maikop an der Giaga, einem linken Nebenfluss des Kuban-Zuflusses Laba.
Giaginskaja ist Verwaltungszentrum des Rajons Giaginski. Zur Landgemeinde Giaginskoje selskoje posselenije gehören neben der Staniza noch die Siedlungen Gontscharka (11 km südwestlich) und Tscherjomuschkin (8 km südlich) sowie das Dorf Perwomaiski (9 km nördlich).

## Geschichte
Die Staniza Giaginskaja wurde 1862 von Kubankosaken gegründet und gehörte zunächst zur Verteidigungslinie entlang der damaligen Südgrenze des Russischen Reiches.
Ende 1934 wurde die Staniza im Rahmen einer Verwaltungsreform Zentrum eines neu geschaffenen Rajons der damaligen Asow-Schwarzmeer-Region. 1936 ging der Rajon mit dessen Gründung an das Adygeische Autonome Gebiet über, den Vorläufer der heutigen Republik.

### Bevölkerungsentwicklung
| Jahr | Einwohner |
| ---- | --------- |
| 1939 | 8.259     |
| 1959 | 10.248    |
| 1970 | 13.647    |
| 1979 | 14.057    |
| 1989 | 14.522    |
| 2002 | 15.160    |
| 2010 | 14.121    |

Anmerkung: Volkszählungsdaten

## Wirtschaft und Infrastruktur
Giaginskaja ist Zentrum eines Landwirtschaftsgebietes, in dem vorwiegend Obst und Gemüse angebaut werden und Geflügel- und Schafzucht betrieben wird. Es gibt eine Reihe von Betrieben der Lebensmittelindustrie.
Die Siedlung liegt an der eingleisigen, elektrifizierten Eisenbahnstrecke Armawir – Tuapse der Nordkaukasischen Eisenbahn (Streckenkilometer 1733 ab Moskau; km 81 ab Armawir). Durch den Ort führt die Regionalstraße R256, die von Maikop ausgehend zunächst den Zentralteil der Republik links der Laba erschließt – neben Giaginskaja weitere größere Ortschaften wie Chakurinochabl und Koschechabl – und dann vorbei an der Stadt Labinsk durch die benachbarte Region Krasnodar in die Republik Karatschai-Tscherkessien führt, wo sie südlich von Ust-Dscheguta an der Fernstraße A155 endet.